# Luke Fleurs
Luke Donn Fleurs (3. března 2000 Kapské Město – 3. dubna 2024 Johannesburg) byl jihoafrický profesionální fotbalista, který hrál na pozici středního obránce.

## Klubová kariéra
Fleurs se narodil 3. března 2000 v Kapském Městě. Pocházel z Mitchells Plain, ale přestěhoval se do Fish Hoek poté, co v roce 2013, ve věku 13 let, podepsal smlouvu s akademií Ubuntu Cape Town. Svůj debut v národní první divizi si odbyl v 17 letech a ve své první sezóně v profesionálním fotbale odehrál 18 ligových zápasů.
V létě 2018 podepsal dlouhodobou smlouvu s jihoafrickým prvoligovým klubem SuperSport United.
Dne 26. října 2023 se připojil k dalšímu týmu Kaizer Chiefs, kde podepsal dvouletou smlouvu s opcí na další rok.

## Reprezentační kariéra
Fleurs reprezentoval Jihoafrickou republiku v kategorii do 20 let. V letech 2021 a 2022 byl povolán do A-týmu Bafana Bafana, i když si nezahrál ani zápas.

## Úmrtí
Fleurs byl zastřelen při únosu 3. dubna 2024 ve věku 24 let. Střelba se odehrála na čerpací stanici na předměstí Florida v Johannesburgu, během níž ho ozbrojenci střelili do horní části těla, odcizili jeho vozidlo a uprchli. Jihoafrická Premier Division uvedla, že na všech zápasech první a druhé ligy 6. a 7. dubna bude držena minuta ticha k uctění jeho památky. Šest osob podezřelých z tohoto trestného činu bylo později zatčeno ve Slovoville v Sowetu, přičemž se předpokládalo, že jsou členy syndikátu vykrádající auta, působící v Gautengu.